# Vorona (fiume Romania)
Il fiume Vorona è un fiume della Romania, affluente di sinistra del Siret. Scorre nel distretto di Botoșani, nel comune di Vorona.